# Allein unter Nachbarn (2012)
Allein unter Nachbarn ist ein deutscher Fernsehfilm aus dem Jahr 2012. Die Komödie ist die dritte Fortsetzung des Fernsehfilms Allein unter Töchtern aus dem Jahr 2007. Die Fernsehpremiere des Films war am 9. Oktober 2012 auf Sat.1 und hatte 3,12 Millionen Zuschauer.

## Handlung
Ex-Bundeswehrsoldat Harald Westphal zieht mit seiner zweiten Frau, dem gemeinsamen Kind, seinen beiden jüngeren Töchtern aus erster Ehe, seinem Schwiegersohn und seiner Enkelin in eine größere Wohnung nach Berlin-Neukölln. Schnell gibt es Probleme mit der multikulturellen Nachbarschaft, vor allem mit dem türkischstämmigen Obsthändler Yussuf. Wiederholte rassistische Vorfälle, bis hin zu einem Brandanschlag und einem Übergriff auf seine Tochter Flo, wecken Haralds Misstrauen. Während Flo sich zu Haralds Missfallen mit dem Nachbarsjungen Mustafa anfreundet und Harald von seiner alten Bekannten und Vermieterin Renate umworben wird, findet dieser Hinweise auf einen geplanten Bombenanschlag. In letzter Minute kann er Renates Sohn Dirk als Drahtzieher der Vorfälle identifizieren und gemeinsam mit Yussuf die Explosion eines Sprengsatzes auf einem Straßenfest verhindern.

## Kritiken
„Unterhaltsame (Fernseh-)Komödie als vierter Teil der turbulenten ‚Allein unter…‘-Reihe, in dem es um Migrationshintergründe und solidarisches Miteinander geht.“

„Wieder einmal schön übertrieben inszenierte Oliver Schmitz (‚Fleisch‘, ‚Geliebtes Leben‘) auch diesen inzwischen vierten ‚Allein unter …‘-Film (nach ‚… Töchtern‘, ‚… Schülern‘, ‚… Müttern‘), der erneut von Drehbuchautorin Carolin Hecht konzipiert wurde. Das Ergebnis ist nicht immer glaubwürdig, aber durchaus lustig. Allerdings machen sich hier und da auch langsam Abnutzungserscheinungen breit, denn wirklich neue Einfälle sucht der Zuschauer hier vergeblich. Regisseur Schmitz drehte mit seinem Hauptdarsteller Hannes Jaenicke im gleichen Jahr übrigens auch den misslungenen Antikriegsfilm ‚Willkommen im Krieg‘.“

„Turbulent-freche Multi-Kulti-Komödie“